# Cantus Missae
Die Messe in Es-Dur Cantus Missae (op. 109) (vollständige Bezeichnung Cantus Missae ex octo modulatione vocum concinnatus) ist eine Messvertonung für Doppelchor (SATB/SATB) a cappella von Josef Rheinberger. Er komponierte sie zwischen dem 13. und dem 18. Januar 1878, wobei Credo, Sanctus und Benedictus an einem einzigen Tag entstanden. Am 20. Februar widmete Rheinberger das Werk dem neu gewählten Papst Leo XIII. Am Neujahrstag 1879 wurde die Messe in der Allerheiligen-Hofkirche in München erstmals aufgeführt, zusammen mit Rheinbergers vierstimmigem Offertorium Tui sunt coeli. Die Erstausgabe erschien 1879 im Musikverlag Josef Aibl in München.

## Aufbau
Die Messe Es-Dur op. 109 ist Rheinbergers einzige doppelchörige Messkomposition. Eine vollständige Aufführung dauert etwa 24 Minuten. Die Satzfolge lautet:
- Kyrie (Moderato)
- Gloria (Allegro moderato)
- Credo (Moderato)
- Sanctus (Lento)
- Benedictus (Andantino)
- Agnus Dei (Lento)

Der Werkaufbau folgt dem Ordinarium, wobei die Worte Gloria in excelsis Deo und Credo in unum Deum auskomponiert sind (erstere für achtstimmigen Chor, letztere für Bass unisono).

## Rezeption
Rheinbergers Schüler Joseph Renner jun. schrieb über die Messe op. 109, sie sei „wohl die bedeutendste achtstimmige Messe der neueren Zeit“ und bilde „den Höhepunkt unter den a capella geschriebenen Werken Rheinbergers“.
Der Musikhistoriker Otto Ursprung (1879–1960) bezeichnete das Werk als „die schönste reine Vokalmesse des 19. Jahrhunderts“.
Der Musikwissenschaftler Peter Büssers bescheinigte der Messe „eine stets eingängige und gesangliche, von der Gregorianik herrührende, teils liedhafte Melodik kombiniert mit allen kompositorischen Errungenschaften der Spätromantik“ und meinte, das Ganze erinnere „an einen im 19. Jahrhundert komponierenden Palestrina“.
Papst Leo XIII. zeichnete Rheinberger im Juli 1879 für seine Komposition mit dem Gregoriusorden aus.

## Diskographie (Auswahl)
- Kammerchor Stuttgart (Leitung: Frieder Bernius), Carus-Verlag, Stuttgart 1989
- Choir of Gonville and Caius College, Cambridge (Leitung: Geoffrey Webber), Universal Music, 1997 / 2015
- St Albans Cathedral Choir (Leitung: Andrew Lucas), Lammas, 2007
- Camerata Vocale Freiburg (Leitung: Winfried Toll), Ars Metalli (Membran), 2012